# Кевин Макхејл (глумац)
Кевин Мајкл Макгејл (енгл. Kevin Michael McHale; Плејно, 14. јун 1988) амерички је глумац, певач и радио личност. Најпознатија улога му је као Арти Ејбрамс у хумористичкој драми Гли Fox-а.